# Schloss Wendelstein

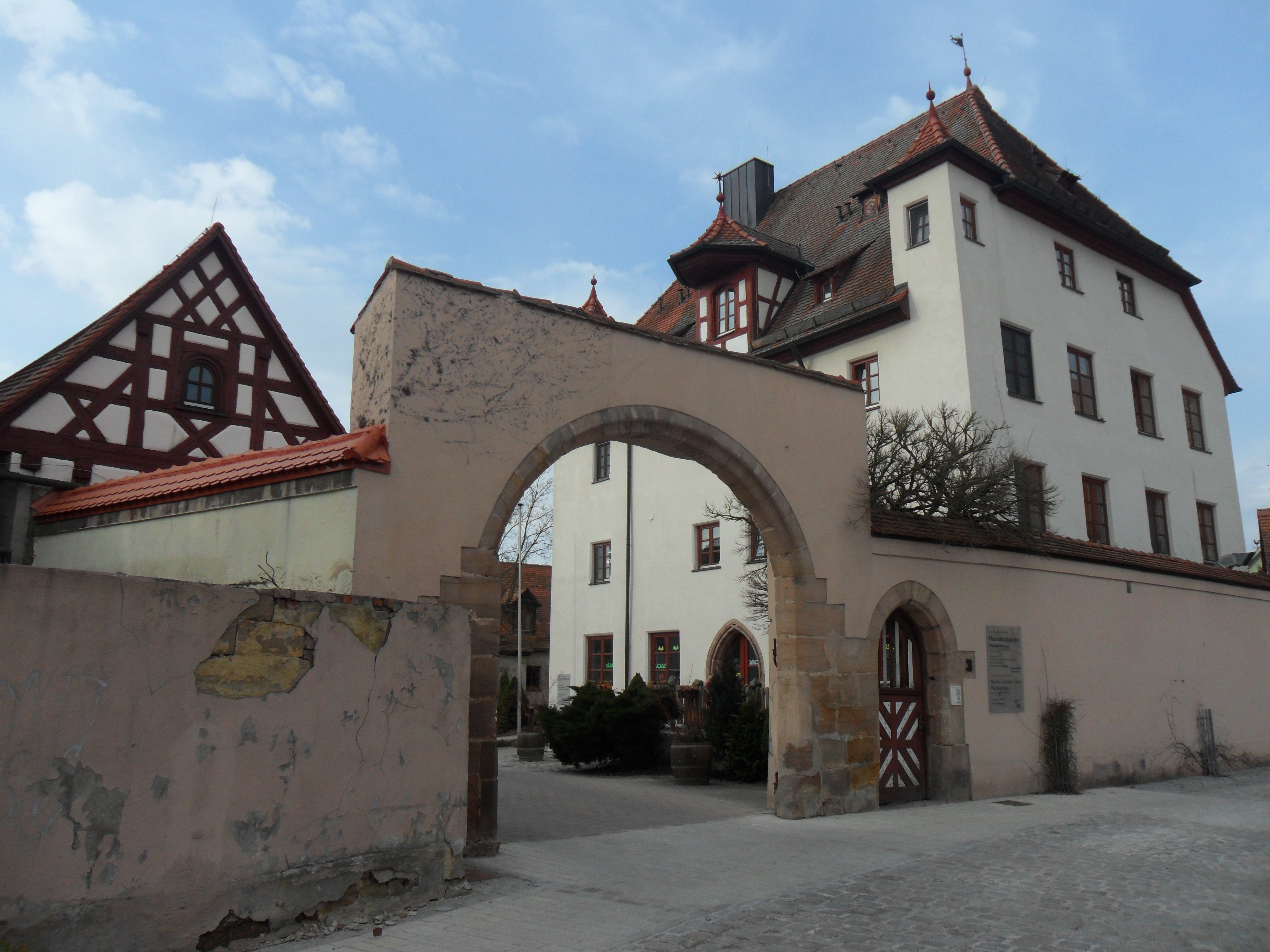
Schloss Wendelstein

Das Schloss Wendelstein, auch Schlösschen Wendelstein oder Alter Amtsrichterhof ist ein ehemaliges Schloss in Wendelstein im Landkreis Roth (Mittelfranken, Bayern). Seit Mitte der 1980er Jahre befindet sich hier die Diakonie.

## Geschichte
Das Schloss soll aus dem „freien Amthofe bei der Kirche zu Wendelstein“ hervorgegangen sein, der 1427 in einer Lehensurkunde König Sigismunds erwähnt wurde und 1467 mit dem Verkauf von drei Vierteln der Gerichtsrechte durch Hans und Franz Ortolf an das Nürnberger Heilig-Geist-Spital gegangen war. Der Amtsrichterhof in seinem heutigen Zuschnitt wurde Mitte des 16. Jahrhunderts, vermutlich um 1545, erbaut. Das Königreich Bayern hob den Amtssitz um 1809 auf und ließ die Gebäude privatisieren. Georg Andreas Ammon ersteigerte ihn 1809 und errichtete eine Brauerei. Seit Mitte der 1980er Jahre befindet sich hier die Diakonie.

## Baubeschreibung
Teile des Komplexes Kirchenstr. 3 sind ein Baudenkmal (Nr. D-5-76-151-30) und in der Liste der Baudenkmäler in Wendelstein (Mittelfranken) folgendermaßen beschrieben:
Ehemaliger Amtsrichterhof
Portal und einige Fenstergewände des ehemaligen Amtsrichterhofes, Mitte 16. Jahrhundert, mit Resten eines Vorgängerbaus im Dachgerüst, Fachwerkwände des Wirtschaftsgebäudes, Hofeinfahrt und Hofmauer, 17./18. Jahrhundert